# Dino Drpić
Dino Drpić (ur. 26 maja 1981 w Zagrzebiu) – chorwacki piłkarz, grający na pozycji środkowego obrońcy, reprezentant Chorwacji.

## Kariera klubowa
Drpić jest wychowankiem małego klubu NK Posavina. Z czasem jednak trafił do słynnego Dinama Zagrzeb i w sezonie 2000/2001 stał się członkiem pierwszej drużyny. W pierwszej lidze Drpić debiutował 13 sierpnia 2000 roku w wygranym 2:0 meczu z HNK Šibenik. W kolejnych sezonach Drpić pełnił różne role w zespole, w niektórych sezonach był tylko rezerwowym, w innych natomiast zawodnikiem pierwszego zespołu (jak miało to miejsce w sezonach 2003/2004 i 2005/2006). W sezonie 2006/2007 Drpić miał być jednak znów rezerwowym, gdyż wyższe notowania u trenera Josipa Kuže mieli Niemiec Jens Nowotny i Vedran Ćorluka. Zaliczył jednak wówczas 31 ligowych pojedynków.
Z drużyną Dinama Drpić pięciokrotnie został mistrzem Chorwacji w latach 2001, 2003 i 2006, 2007 i 2008 a także pięć razy miał udział w zdobyciu przez Dinamo Pucharu Chorwacji w latach 2001, 2002, 2004, 2007 i 2008. Grał też z drużyną w eliminacjach do Ligi Mistrzów oraz w Pucharze UEFA.
W styczniu 2009 roku najpierw przeszedł do Karlsruher SC na zasadach wypożyczenia, a latem podpisał kontrakt z niemieckim klubem. Na początku 2011 przeniósł się do greckiego AEK Ateny. 13 października 2011 jako wolny agent podpisał kontrakt z Wołynią Łuck. Rozegrał tylko 3 gry i podczas przerwy zimowej sezonu 2011/12 wrócił do ojczyzny. W 2012 występował w HNK Rijeka. W styczniu 2013 podpisał kontrakt z brunejskim DPMM FC, ale już w kwietniu kontrakt został anulowany. Po dłuższej przerwie w 2017 został piłkarzem NK Kustošija Zagrzeb. Od 2018 grał w NK Savski Marof.

### Statystyki
| Sezon   | Klub           | Kraj      | Rozgrywki          | Mecze | Bramki |
| ------- | -------------- | --------- | ------------------ | ----- | ------ |
| 2000/01 | Dinamo Zagrzeb | Chorwacja | Prva HNL           | 16    | 0      |
| 2001/02 | Dinamo Zagrzeb | Chorwacja | Prva HNL           | 21    | 0      |
| 2002/03 | Dinamo Zagrzeb | Chorwacja | Prva HNL           | 14    | 1      |
| 2003/04 | Dinamo Zagrzeb | Chorwacja | Prva HNL           | 32    | 3      |
| 2004/05 | Dinamo Zagrzeb | Chorwacja | Prva HNL           | 9     | 0      |
| 2005/06 | Dinamo Zagrzeb | Chorwacja | Prva HNL           | 31    | 1      |
| 2006/07 | Dinamo Zagrzeb | Chorwacja | Prva HNL           | 31    | 5      |
| 2007/08 | Dinamo Zagrzeb | Chorwacja | Prva HNL           | 22    | 1      |
| 2008/09 | Dinamo Zagrzeb | Chorwacja | Prva HNL           | 13    | 0      |
| 2008/09 | Karlsruher SC  | Niemcy    | Bundesliga         | 12    | 0      |
|         |                |           | Łącznie w Prva HNL | 189   | 11     |

## Kariera reprezentacyjna
Drpić zadebiutował w reprezentacji Chorwacji 16 października 2007 w towarzyskim spotkaniu ze Słowacją. Grał także w drużynach juniorskich i młodzieżowych, m.in. w reprezentacjach Under-17, Under-19 i Under-21.

## Sukcesy i odznaczenia

### Sukcesy klubowe
- mistrz Chorwacji: 2003, 2006, 2007, 2008
- zdobywca Pucharu Chorwacji: 2004, 2007, 2008

## Życie osobiste
Do 2014 był żonaty ze znaną modelką Nives Celzijus.